# Ранжево
Ранжево (укр. Ранжеве) — село, относится к Лиманскому району Одесской области Украины.
Население по переписи 2001 года составляло 72 человека. Почтовый индекс — 67586. Телефонный код — 4855. Занимает площадь 0,86 км². Код КОАТУУ — 5122783802.

## Местный совет
67586, Одесская обл., Лиманский р-н, с. Любополь, ул. Суворова, 54